# Basotho National Party
De Basotho National Party of Basotholand National Party (BNP) was een in 1958 door Chief Joseph Leabua Jonathan opgerichte politieke partij in Basotholand (het huidige Lesotho). In 1965 werd Jonathan premier van een autonoom Basotholand en in 1966 premier van een onafhankelijkheid Lesotho. In 1970 schortte hij de grondwet op, nadat zijn BNP de verkiezingen had verloren. In 1973 herstelde hij de grondwet, maar hield geen verkiezingen. Bij een staatsgreep in 1986 kwam premier Jonathan ten val.
De BNP was in eerste instantie vóór een dialoog met het apartheidsregime van Zuid-Afrika, maar sinds de jaren 70 waren de betrekkingen Zuid-Afrika en Lesotho ronduit vijandig, zeker nadat de BNP-regering Zuid-Afrika beschuldigde van steun aan de oppositiepartij, de Basotho Congress Party (BCP).
Bij de vrije verkiezingen van 1994 leed de BNP een grote nederlaag en werd de BCP de grootste partij.
De BNP wordt traditioneel gesteund door de plattelandsbevolking, de Rooms-Katholieke Kerk en de chiefs (stamhoofden).
| Zetelverdeling National Assembly | Zetelverdeling National Assembly | Zetelverdeling National Assembly | Zetelverdeling National Assembly |
| jaar                             | %                                | zetels                           | totaal                           |
| -------------------------------- | -------------------------------- | -------------------------------- | -------------------------------- |
| 1960                             | 19                               | 1                                | 40                               |
| 1965                             | 42                               | 31                               | 60                               |
| 1970                             | 42                               | 23                               | 60                               |
| 1985                             | -                                | 60                               | 60                               |
| 1993                             | 23                               | 0                                | 65                               |
| 1998                             | 24,5                             | 1                                | 80                               |
| 2002                             | 22                               | 21                               | 120                              |
| 2007                             | 5,5                              | 1                                | 120                              |
| 2012                             | 4                                | 5                                | 120                              |
| 2015                             | 5,5                              | 7                                | 120                              |
| 2017                             | 4                                | 5                                | 120                              |

## Verwijzingen
1. ↑  D.I. Ray: Dictionary of The African Left, Calgary University 1989, p. 64
2. ↑  G. Haliburton: Historical Dictionary of Lesotho, Scarecow Press, Inc. Metuchen, N.J. 1977, p. 22 geeft 1959 als oprichtingsjaar.
3. ↑  Ray 1989:64 spreekt van "elementen van anti-apartheid linksnationalisme" aan het begin van de jaren tachtig.